# 藤前流通団地インターチェンジ
座標: 北緯35度5分6.9秒 東経136度49分44.5秒 / 北緯35.085250度 東経136.829028度

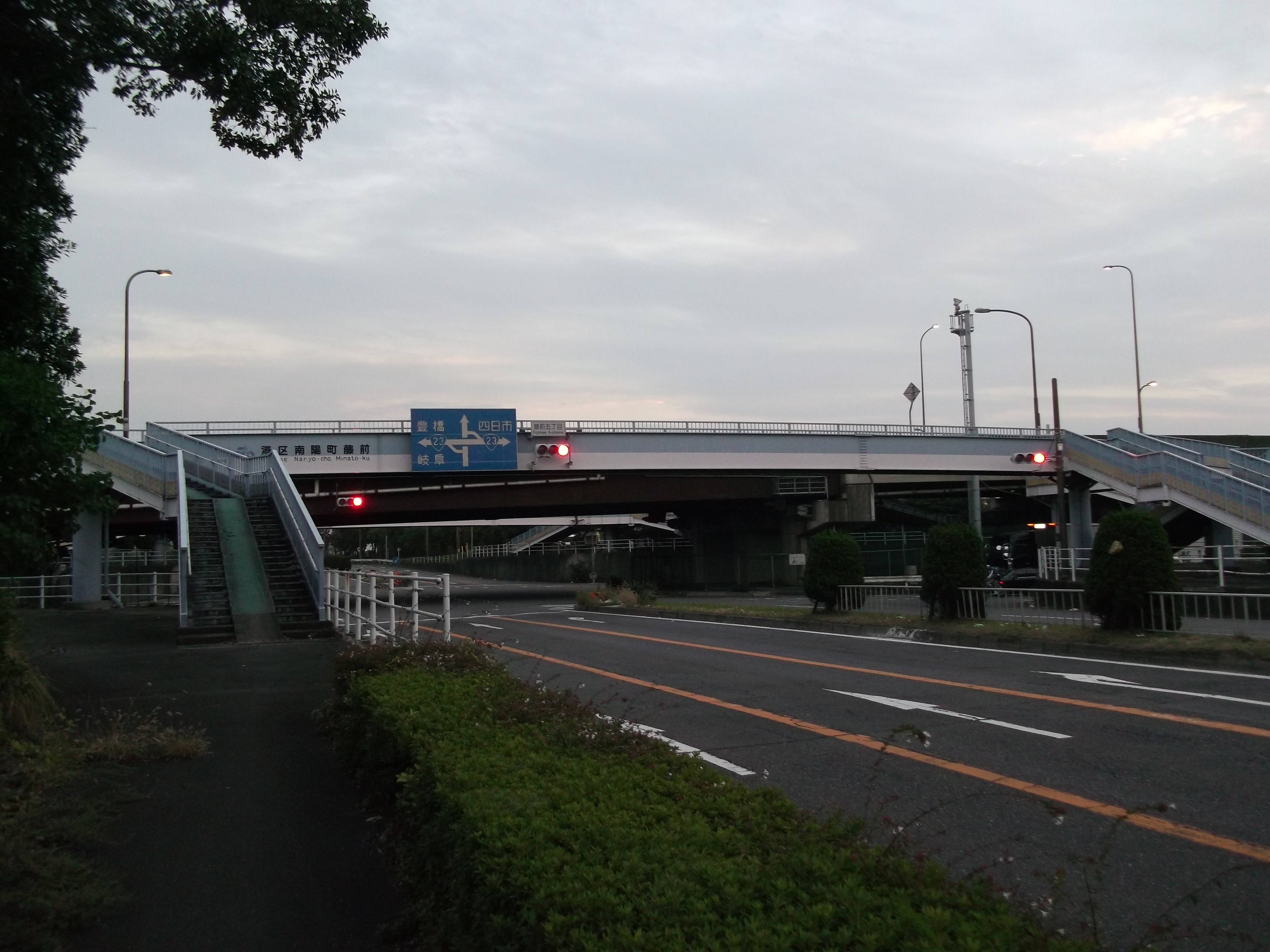
藤前流通団地インターチェンジ（2014年（平成26年）10月）

藤前流通団地インターチェンジ（ふじまえりゅうつうだんちインターチェンジ）とは、愛知県名古屋市港区にある名四国道（国道23号）のインターチェンジである。インター名の通り藤前流通団地に最寄のインターになる。日中トラックを中心に交通量が多い。付近にはオービスがあり、より慎重な運転が求められる。

## 接続する道路
- 名古屋市都市計画道路万場藤前線（2021年（令和3年）7月24日に全線開通）

## 周辺
- 名古屋トラックステーション
- イオンモール名古屋茶屋
- サンビーチ日光川
- 藤前干潟

## 隣
名四国道（国道23号）
寛政IC - 十一屋交差点 - ＜断続的に交差点＞ - 藤前流通団地IC - 梅之郷IC